# Вернер Гебауер
Вернер Гебауер (нім. Werner Gebauer; 10 вересня 1922, Бад-Зоден — ?) — німецький офіцер-підводник, оберлейтенант-цур-зее крігсмаріне.

## Біографія
1 грудня 1939 року вступив на флот. З 25 квітня 1942 року — 2-й, з серпня 1943 року — 1-й вахтовий офіцер на підводному човні U-212. В квітні-серпні 1944 року пройшов курс командира човна. З 2 серпня 1944 року — командир U-681. 14 лютого 1945 року вийшов у свій перший і останній похід. 10 березня U-681 був потоплений в Кельтському морі західніше скелі Бішоп глибинними бомбами американського бомбардувальника «Ліберейтор». 11 членів екіпажу загинули, 38 (включаючи Гебауера) були врятовані і взяті в полон.

## Звання
- Кандидат в офіцери (1 грудня 1939)
- Морський кадет (1 травня 1940)
- Фенріх-цур-зее (1 листопада 1940)
- Оберфенріх-цур-зее (1 листопада 1941)
- Лейтенант-цур-зее (1 травня 1942)
- Оберлейтенант-цур-зее (1 грудня 1943)

## Нагороди
- Нагрудний знак мінних тральщиків (1 лютого 1941)
- Залізний хрест
  - 2-го класу (29 вересня 1942)
  - 1-го класу (5 грудня 1943)
- Нагрудний знак підводника (25 грудня 1942)